# 코뿔소

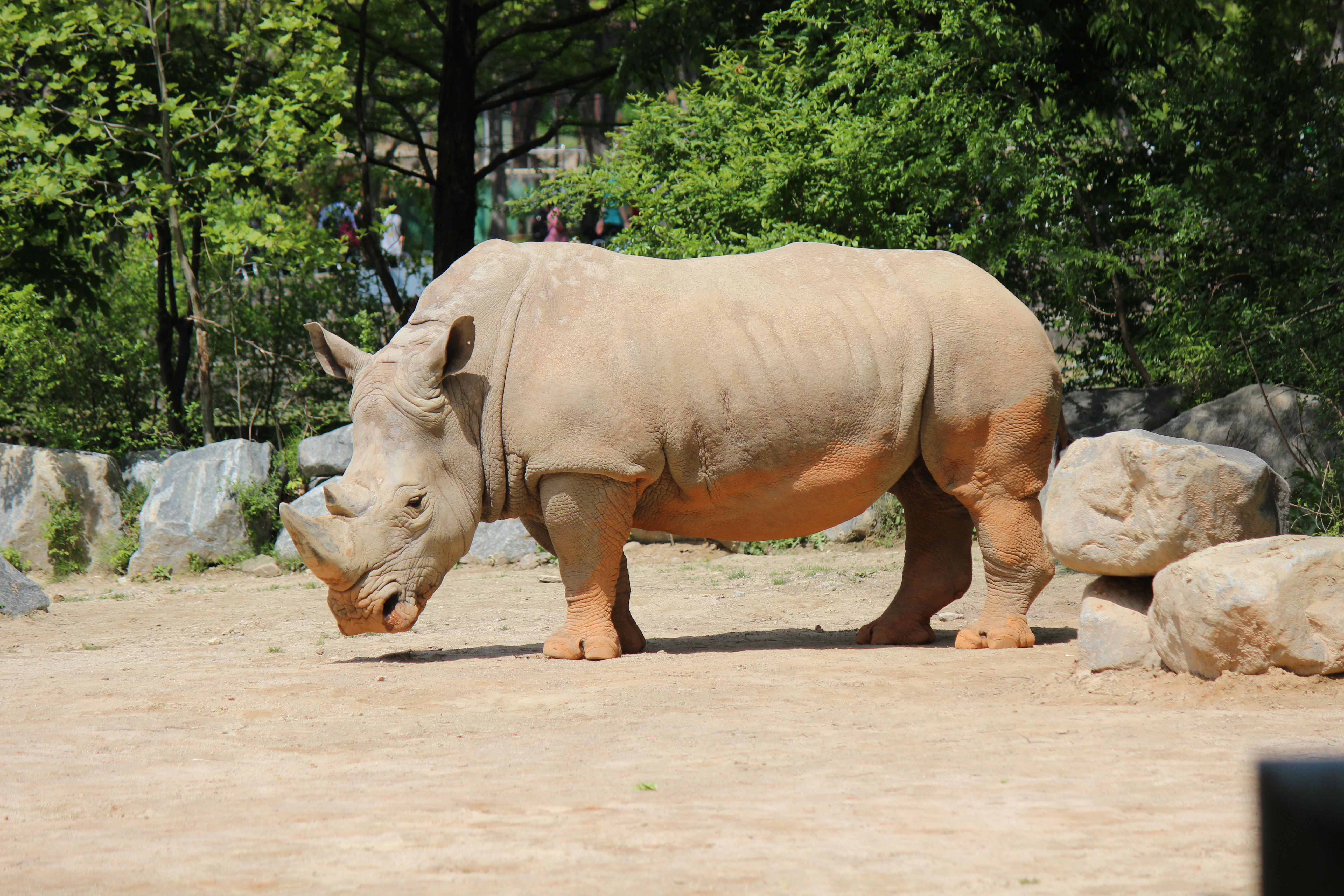
코뿔소, 서울대공원 2014년 5월 10일

코뿔소 또는 무소(rhinoceros)는 말목에 속하는 포유류다. 코끼리 다음으로 큰 대형 육상동물로, 4속 5종이 있으며 두 종은 아프리카, 세 종은 아시아 남부 또는 일부 네팔의 밀림 지대에서 서식한다. 이중 자바코뿔소, 검은코뿔소, 수마트라코뿔소 3 종이 심각한 멸종 위기종이며, 두 종인 인도코뿔소와 흰코뿔소는 멸종위협을 받는 종이다.

## 특징
몸길이 2-4m, 몸높이 1-2m, 몸무게 1-3.6t 정도이며, 암컷이 수컷보다 작다. 모든 코뿔소는 대형종이지만 흰코뿔소가 제일 몸집이 크다. 피부는 두껍고 딱딱하다. 몸빛은 회색·갈색·흑갈색 등이고, 무늬는 없다. 귀의 끝과 꼬리끝에 털이 있을 뿐 그 밖의 부분은 털이 없는데, 수마트라코뿔소(특히 젊은 것)는 전신에 드문드문 털이 나 있다. 앞뒷다리가 모두 발가락이 세 개이고, 끝은 발굽으로 덮여 있다.
귀는 깔때기 모양으로 크며, 전후좌우로 자유롭게 움직일 수가 있다. 눈은 좌우 양쪽에 바깥쪽을 향하여 위치하고 있기 때문에 넓은 범위를 볼 수는 있으나, 시각이나 거리감각은 좋지 않다. 그 대신 청각은 매우 예민하고 후각 또한 나름대로 발달한 편이다. 꼬리는 60-76cm로, 끝에 굵은 털술이 있어 파리 등을 쫓는 데에 도움이 된다. 윗입술의 모양은 종에 따라서 다른데, 모두 교묘하게 움직여 풀이나 작은 나뭇가지를 뜯는 데에 쓰인다. 이(齒)는 식물을 씹어 으깨기에 알맞지만, 대부분 치식이 일정하지 않으며 앞니가 소실된 개체도 존재한다. 코뿔소의 최대의 특징인 뿔은 위치나 모양이 다른 동물의 뿔과는 완전히 다르다. 코뿔소의 뿔은 뼈와는 일체화되어 있지 않다. 두골과 뿔은 결합조직으로 연결되어 있지만, 피부에서 뿔이 나 있다고 생각하는 편이 더 정확하다. 뿔은 표면도 중심도 모두 같은 물질로 형성되었고 잔털과 같은 것이 성장방향으로 빈틈없이 꽉 차 있다. 출생 직후부터 자라기 시작하여 평생 성장을 계속한다. 뿔은 암수 모두에 있고, 종류에 따라 두 개인 2각코뿔소와 한 개밖에 없는 1각코뿔소가 있다. 뿔은 같은 종끼리의 싸움이나 다른 동물과의 싸움에 쓴다. 무엇에 부딪혀 뿔이 밑동에서부터 부러지는 수가 있는데, 그런 경우 다시 돋아난다. 대부분의 코뿔소는 수영에 능하며 잠수를 오랫동안 할 수 있고, 특히 이 점은 수마트라코뿔소 등의 아시아 쪽 코뿔소에게 두드러지게 나타나는 특성이다. 공격성향은 비교적 적으나 예민하기 때문에 자극하면 격렬하게 반응하며 공격하며, 인도코뿔소는 매우 공격적인 성향을 가지고 있다. 아무도 없는 곳에서는 시끄러운 울음소리를 낸다.

## 코뿔소의 생활
흰코뿔소 이외는 무리를 짓지 않으며, 단독 또는 어미와 새끼가 함께 생활한다. 낮에는 쉬고 밤에 활동한다. 흰코뿔소는 풀을 주식으로 하고 그 밖의 종류는 나뭇잎·과실·풀을 먹는다. 큰 몸과 뿔을 무기로 갖추고 있기 때문에 천적이 거의 없다. 수컷은 오줌을 뒤쪽으로 뿜어서 나무 등에 뿌려 세력권의 신호로 삼기도 한다.

## 번식
임신기간은 15-19개월로 길며, 한배에 한 마리의 새끼를 낳는다. 새끼는 태어나자마자 걸어다닐 수가 있고 4-7세면 성숙한다. 5년 간격으로 출산하는데, 새끼는 다음 새끼가 태어날 때까지 어미와 함께 산다. 수명은 40년 정도이다. 출산과 새끼 보호에 있어서 코뿔소는 특별하다. 야생에서 코뿔소의 출산이 최근 최초로 목격되었는데 임신한 암컷이 자신이 속한 무리를 먼저 떠나는데 그 이유는 다른 코뿔소에 의해 새끼가 다치거나 죽임을 당할 수 있기 때문이다. 갓 태어난 새끼는 몇분안에 일어나서 걸을 수 있다. 코뿔소는 5종으로 나눌 수 있는데 주요 종은 자바코뿔소와 인도코뿔소이다.

## 코뿔소의 의사소통
코뿔소는 일정한 지역에 배설을 한다. 이곳에서 뿔을 사용하여 배설물에 다녀간 곤충이나 벌레들이 다녀간 것을 분석하여 정보를 알아내고, 암컷이 짝짓기에 배설한 냄새를 통하여 정보를 얻는다, 배설장소는 정보를 채집하는 곳이다.

## 코뿔소와 사람
현재 코뿔소는 멸종의 위기에 처해 있다. 밀렵꾼들은 코뿔소를 죽이고 뿔과 가죽을 내다 판다. 코뿔소를 멸종의 위기로 몰아가고 있는 최대의 원인은 뿔을 채취하기 위한 밀렵이다. 코뿔소의 뿔은 예로부터 약용 및 조각의 재료로서 귀중히 여겨져 왔다. 한방에서는 코뿔소의 뿔을 서각이라 칭하여 해열 및 해독에 효능이 있다고 기서되어 있다. 사람들은 뿔의 분말이 해열·최음제로서 효능이 있다고 믿어 왔고 고대 중국에서는 뿔을 재료로 하여 아름답게 조각을 한 술잔이 사용되었다. 또 아랍 지역에서는 단검의 자루에 코뿔소의 뿔을 쓰는 것이 유행하고 있기 때문에 많은 뿔이 소비되고 있다. 특히 예멘 등지에서 심하다. 일부 아프리카 지역에서는 뿔을 노리는 밀렵꾼들의 사냥을 막기 위해 코뿔소를 붙잡아 일부러 뿔을 잘라 내는 일까지 하고 있다. 또한 여러 나라에서 밀렵을 막기 위한 법이 마련되어 밀렵을 감시하고 있으며 수를 증대시키는 노력을 하고 있다. 그 노력의 일환으로 일부 검은코뿔소를 오스트레일리아와 미국에 보내어 혹시 아프리카에서 멸종할 경우 다시 들여오기 위한 번식을 시도하고 있다.

## 분류
코뿔소는 현존하는 4속 5종과 그 외의 멸종된 속과 종으로 이루어져 있다.
- 흰코뿔소 (Ceratotherium simum)
- 수마트라코뿔소 (Dicerorhinus sumatrensis)
- 검은코뿔소 (Diceros bicornis)
- 인도코뿔소 (Rhinoceros unicornis)
- 자바코뿔소 (Rhinoceros sondaicus)
- †Aceratherium
- †Acerorhinus
- †Alicornops
- †Aphelops
- †Chilotheridium
- †Chilotherium
- †Dromoceratherium
- †Floridaceras
- †Hoploaceratherium
- †Mesaceratherium
- †Peraceras
- †Plesiaceratherium
- †Proaceratherium
- †Sinorhinus
- †Subchilotherium
- †Aprotodon
- †Brachydiceratherium
- †Brachypodella
- †Brachypotherium
- †Diaceratherium
- †Prosantorhinus
- †Shennongtherium
- †Teleoceras
- †Gaindatherium
- † 털코뿔소
- †Dihoplus
- †Lartetotherium
- †Stephanorhinus
- †Paradiceros
- †Gulfoceras
- †Diceratherium
- †Subhyracodon
- †Bugtirhinus
- †Caementodon
- †거대코뿔소
- †Hispanotherium
- †Iranotherium
- †Kenyatherium
- †Meninatherium
- †Menoceras
- †Ougandatherium
- †Parelasmotherium
- †Procoelodonta
- †Sinotherium

## 같이 보기
- 치트완 국립공원
- 카지랑가 국립공원
- 클라라 (코뿔소)
- 중국코뿔소